# Llista de governants de Manipur

Bandera de Manipur

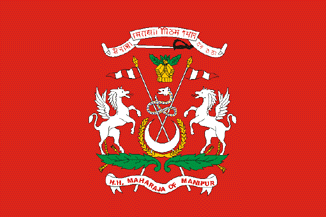
bandera supletòria de 1907 a 1949

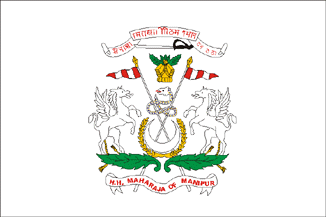
Estendard reial

Manipur ha estat governat per:

## Llista de sobirans
- 1. 	Nongda Lairen Pakhangba 33 - 154
- 2. 	Khuiyoi Tompok 	154 - 264
- 3. 	Taothingmang 	264 - 364
- 4. 	Khui Ning-ngonba 	364 - 379
- 5. 	Pengsiba 	379 - 394
- 6. 	Kaokhangba 	394 - 411
- 7. 	Naokhamba 	411 - 428
- 8. 	Naophangba 	428 - 518
- 9. 	Sareimang 	518 - 568
- 10. 	Urakonthouba 	568 - 658
- 11. 	Naothingkhong 	663 - 763
- 12. 	Khongtekcha 	763 - 773
- 13. 	Keirencha 	784 - 799
- 14. 	Yaraba 	799 - 821
- 15. 	Ayangba 	821 - 910
- 16. 	Ningthoucheng 	910 - 949
- 17. 	Chenglei Epan Lanthaba 	949 - 969
- 18. 	Yanglou Keiphaba 	969 - 984
- 19. 	Irengba 	984 - 1074
- 20. 	Loiyumba 	1074 - 1122
- 21. 	Loitongba 	1122 - 1150
- 22. 	Atom Yoiremba 	1150 - 1163
- 23. 	King Iwanthaba 	1163 - 1195
- 24. 	Thawanthaba 	1195 - 1231
- 25. 	Chingthang Lanthaba 	1231 - 1242
- 26. 	Thingbai Selhongba 	1242 - 1247
- 27. 	Puranthaba 	1247 - 1263
- 28. 	Khumomba 	1263 - 1278
- 29. 	Moiramba 	1278 - 1302
- 30. 	Thangbi Lanthaba 	1302 - 1324
- 31. 	Kongyamba 	1324 - 1335
- 32. 	Telheiba 	1335 - 1355
- 33. 	Tonaba 	1355 - 1359
- 34. 	Tabungba 	1359 - 1394
- 35. 	Lairenba 	1394 - 1399
- 36. 	Punsiba 	1404 - 1432
- 37. 	Ningthoukhomba 	1432 - 1469
- 38. 	Kyamba 	1469 - 1508
- 39. 	Koiremba 	1508 - 1512
- 40. 	Lamkyamba 	1512 - 1523
- 41. 	Nong-en-faba 	1523 - 1524
- 42. 	Kabomba 	1524 - 1542
- 43. 	Tangjamba 	1542 - 1545
- 44. 	Challamba 	1545 - 1562
- 45. 	Mungyamba 	1562 - 1597
- 46. 	Khagemba 	1597 - 1652
- 47. 	Khunjaoba	 1652 - 1666
- 48. 	Paikhomba 	1666 - 1697
- 49. 	Charairongba 	1697 - 1709
- 50. 	Garibaniwaz (Mayamba) 	1709 - 1748
- 51. 	Chitsai 	1748 - 1752
- 52. 	Bharatsai 	1752 - 1753
- 53. 	Maramba 	1753 - 1759
- 54. 	Chingthangkhomba 	1759 - 1762
- 55. 	Maramba 	1762 - 1763
- 56. 	Chingthangkhomba 	1763 - 1798
- 57. 	Labyanachandra 	1798 - 1801
- 58. 	Madhurjit Singh	1801 - 1803
- 59. 	Chourjit Singh	1803 - 1813
- 60. 	Marjit Singh 	1813 - 1819
- 61. 	Takuningthou (Heerachandra) 	1819 -
- 62. 	Yumjaotaba 	1820 -
- 63. 	Gambhir Singh 	1821 -
- 64. 	Jay Singh 	1822 -
- 65. 	Yadu Singh (Nongpok Chinglen Khomba) 	1823
- 66. 	Raghav Singh 	1823 - 1824
- 67. 	Nongchup Lamgaingamba (Badhra Singh) 	1824
- 68. 	Gambhir Singh (Chinglen Nongdrenkhomba) 	1825 - 1834
- 69. 	Chandrakirti (Ningthempishak) 	1834 - 1844
- 70. 	Nara Singh 	1844 - 1850
- 71. 	Devendra Singh 	1850 -
- 72. 	Chandrakirti 	1850 - 1886
- 73. 	Surachandra 	1886 - 1890
- 74. 	Kulachandra 	1890 - 1891
- 75. 	Churachandra Singh 	1891 - 1941
- 76. 	Bhodhachandra 	1941 - 1949 (1955)

## Comissionats
- Himmat Singh K. Maheswari (1949-1951)
- R.B. Bharqawa (1951-1953)
- P.C. Mathews (1954-1958)
- Jagat Mohan Raina (1958-1963)
- Baleshwar Prasad (1963-1970)
- Dalip Rai Kohli (1970-1972)

## Governadors
- Braj Kumar Nehru (1972-1973)
- Lallan Prasad Singh (1973-1981)
- Saiyid Muzaffar Husain Burney (1981-1984)
- K.V. Krishna Rao (1984-1989)
- Chintamani Panigrahi (1989-1993)
- Raghunatha Reddy (1993)
- V.K. Nayar (1993-1994)
- Oudh Narain Shrivastava (1994-1999)
- Ved Prakash Marwah (1999-)

## Primers ministres
- Mairembam Koireng Singh (1963-1967)
- Longjam Thambou Singh (1967)
- Mairembam Koireng Singh (1968-1969)
- Mohammed Alimuddin (1972-1974)
- Yangmasho Shaiza (1974)
- Raj Kumar Dorendra Singh (1974-1977)
- Yangmasho Shaiza (1977-1979)
- Raj Kumar Dorendra Singh (1980)
- Rishang Keishing (1980-1988)
- R.K. Jaichandra Singh (1988-1990)
- Raj Kumar Ranbir Singh (1990-1993)
- Raj Kumar Dorendra Singh (1993)
- Dasarath Deb (1993)
- Rishang Keishing (1994-1997)
- Wahengbam Nipamacha Singh (1997-2001)
- Radhabinod Koijam (2001-2002)
- Okram Ibobi Singh (2002-)

## Residents britànics
- 1835 - 1844 George Gordon
- 1844 - 1863 William McCulloch
- 1863 - 1865 Dillon
- 1865 - 1867 William McCulloch (segona vegada)
- 1867 - 1875 Robert Brown
- 1875 - 1877 Guybon Henry Damant (interí)
- 1877 - 1886 Sir James Johnstone
- 1886 (6 setmanes) Trotter (interí)
- 1886 (un mes) Walter Haiks (interí)
- 1886 - 1891 St. Clair Grinwood
- 1891 Sir Henry Collett (comandant militar britànic)
- 1891 - 1893 H.St.P. John Maxwell
- 1893 - 1895 A. Porteous
- 1895 - 1896 H.St.P. John Maxwell (segona vegada)
- 1896 - 1898 Henry Walter George Cole (interí)
- 1898 - 1899 A. Porteous (segona vegada)
- 1899 - 1902 H.St.P. John Maxwell (tercera vegada)
- 1902 - 1904 Albert Edward Woods
- 1904 - 1905 H.St.P. John Maxwell (quarta vegada)
- 1905 - 1908 John Shakespear
- 1908 - 1909 A.W. Davis
- 1909 - 1914 John Shakespear (segona vegada)
- 1914 - 1917 Henry Wlater George Cole (segona vegada)
- 1917 - 1918 John Comyn Higgins
- 1918 - 1920 William Alexander Cosgrave
- 1920 - 1922 L.O. Clarke
- 1922 Christopher Gimson (interí)
- 1922 - 1924 L.O. Clarke (segona vegada)
- 1924 - 1928 John Comyn Higgins (segona vegada)
- 1928 (9 mesos) C.G. Crawford
- 1928 - 1933 John Comyn Higgins (tercera vegada)
- 1933 - 1938 Christopher Gimson (segona vegada)
- 1938 - 1941 Gerald Pakenham Stewart (presoner dels japonesos del 1941 al 1945)
- 1941 - 1946 Christopher Gimson (tercera vegada)
- 1946 - 1947 Gerald Pakenham Stewart (segona vegada)

## Agents indis subordinats al governador d'Assam
- 1947 Gerald Pakenham Stewart
- 1947 - 1948 Shri Debeswar Sharma

## Diwans representants del governador d'Assam
- 1948 - 1949 Maharaj Kumar Priyobrata Singh
- 1949 Rawal Amar Singh